# Catherine Wagener
Pour les articles homonymes, voir Wagener.
Catherine Wagener, née le 2 juin 1952 à Paris et morte dans la même ville le 3 mai 2011,, est une actrice de cinéma et de télévision française.

## Biographie
Catherine Wagener commence sa carrière par une apparition face à Jacques Brel en 1967 dans Les Risques du métier. En 1971, elle tient son rôle le plus important aux côtés de Jeanne Goupil dans Mais ne nous délivrez pas du mal, un film aujourd'hui culte du réalisateur Joël Séria,. Si elle tourne ensuite dans quelques téléfilms, elle reste confinée au cinéma dans le genre érotique qui connaît son apogée au milieu des années 1970. On la voit notamment aux côtés de Sandra Julien dans Je suis frigide... pourquoi ? de Max Pécas,. Catherine Wagener disparaît des écrans en 1976 après l'arrivée de la pornographie hardcore. Oubliée de tous, elle meurt seule et dans la misère.  Son corps est retrouvé le 3 mai 2011 sans que la date de son décès ne puisse être précisée,.

## Filmographie
Sauf indication contraire, les informations mentionnées dans cette section peuvent être confirmées par les bases de données cinématographiques  présentes dans la section « Liens externes ».

### Cinéma
- 1967 : Les Risques du métier, d'André Cayatte : Sylvie
- 1970 : Désirella (ou Les Chattes) de Jean-Claude Dague : Brigitte
- 1971 : Mais ne nous délivrez pas du mal de Joël Séria : Lore
- 1973 : Je suis frigide... pourquoi ? (ou Comment le désir vient aux filles) de Max Pécas : Léa
- 1974 : Les Enjambées (ou L'Amour pas comme les autres) de Jeanne Chaix : Kitou
- 1975 : Mais où sont passées les jeunes filles en fleurs de Jean Desvilles : Béatrice
- 1975 : Le Pensionnat et ses intimités de René Gainville : Valérie (comme Valérie Gener)
- 1976 : La Grande culbute (ou Superexcitation ou Le festival du plaisir ou Le Feu au cul) d'Yves Prigent

### Télévision
- 1973 : Les Glaces, téléfilm  de Claude Dagues : Maria
- 1974 : Un mystère par jour (série télévisée), épisode Les Boutons du colonel : Véronique
- 1974 : Julie Charles, téléfilm de Jean Kerchbron : Sophie
- 1975 : Mozart, téléfilm de Franck Andron : Marie Anne de Saint Pons
- 1975 : Voyage avec un âne dans les Cévennes, téléfilm de Jean Kerchbron